# SN 2009aa
SN 2009aa – supernowa typu Ia odkryta 3 lutego 2009 roku w galaktyce E570-G20. W momencie odkrycia miała maksymalną jasność 17,60m.